# Djebel Orbata

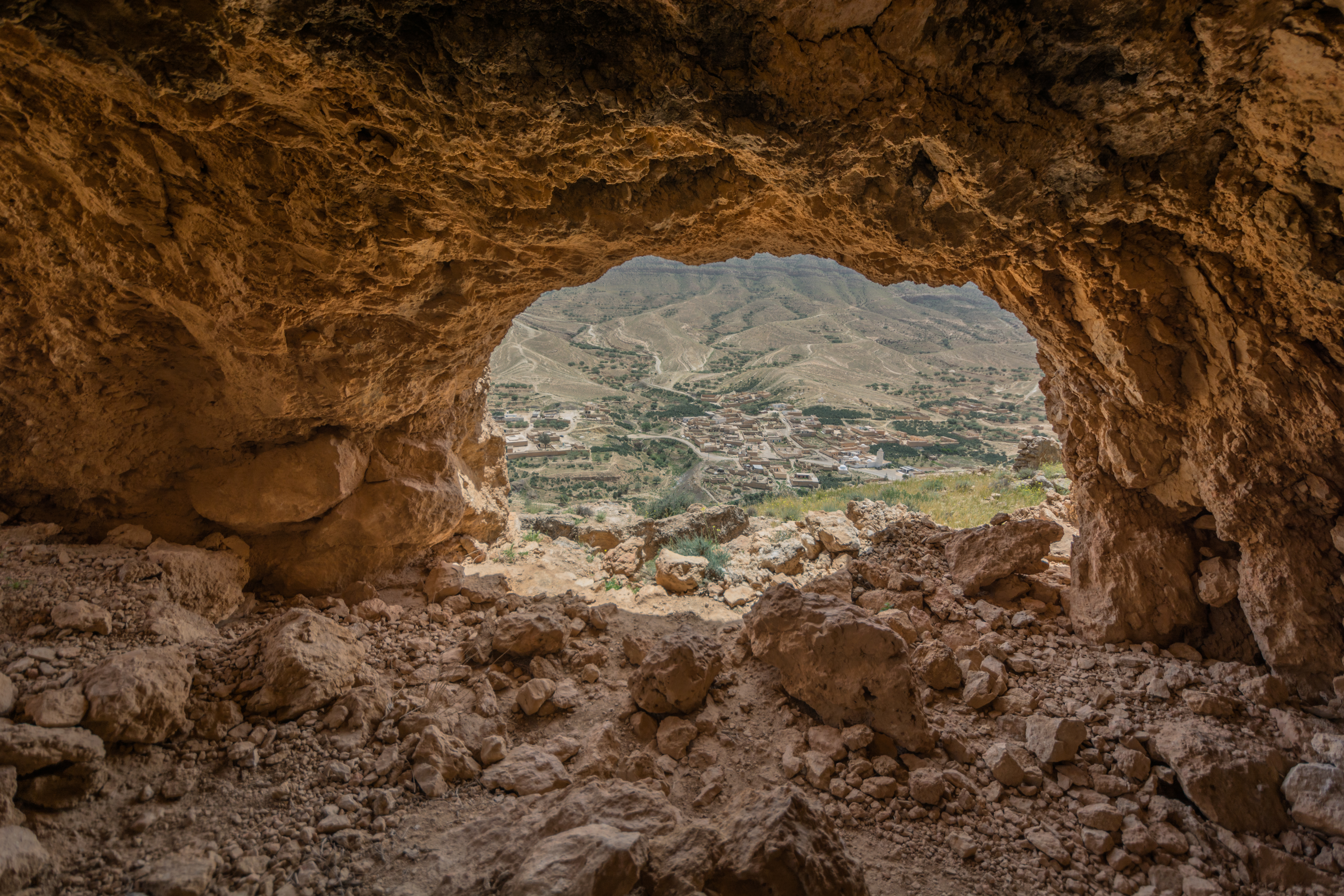
Vue du village berbère de Snad, dans le massif du djebel Orbata.

Le djebel Orbata (arabe : جبل عرباطة) est une montagne située à l'est de la ville de Gafsa entre les villes d'El Ksar et de Sened.
Elle s'étire sur une soixantaine de kilomètres selon une disposition latitudinale sud-ouest/nord-est et culmine à 1 165 mètres d'altitude. Elle est prolongée à l'ouest par le djebel Bou Ramli et à l'est par le djebel Bou Hedma.
Un parc national d'une superficie de 5 746 hectares y est créé en 2010.